# Fabio Lombini
Fabio Lombini (30 de março de 1998 – Nettuno, 31 de maio de 2020) foi um nadador competitivo italiano, especializado nos 200 metros livre, que representou a Itália em competições internacionais.

## Carreira
Lombini participou do Campeonato Europeu de Natação Júnior de 2016 no revezamento 4 × 200 m livre, terminando em sexto. Ganhou a medalha de prata no campeonato nacional italiano de natação de 2017. Foi finalista no Campeonato Europeu de Natação de Curto Curso de 2017 em Copenhague, na Dinamarca. Lombini competiu na Universíada de Verão de 2017 em Taipé.

## Morte
Lombini participava de um campo de treinamento de três dias no final de maio no complexo nacional de natação italiano em Ostia. Lombini morreu em um acidente de avião em 31 de maio de 2020, junto com o nadador italiano Gioele Rossetti (nascido em 1997, 23 anos), que teve sucesso na juventude na Itália. O avião caiu e pegou fogo logo após a decolagem da escola de voo Crazy Fly, em Nettuno, Lácio, a 60 quilômetros (37,3 milhas) ao sul de Roma. Dizia-se que Rossetti pilotava o avião.
A FINA estendeu e expressou suas condolências.